# 29 شوال
- السبت
- الأحد
- الاثنين
- الثلاثاء
- الأربعاء
- الخميس
- الجمعة

- 2929 مارس 2025
- 130 مارس 2025
- 231 مارس 2025
- 31 أبريل 2025
- 42 أبريل 2025
- 53 أبريل 2025
- 64 أبريل 2025
- 75 أبريل 2025
- 86 أبريل 2025
- 97 أبريل 2025
- 108 أبريل 2025
- 119 أبريل 2025
- 1210 أبريل 2025
- 1311 أبريل 2025
- 1412 أبريل 2025
- 1513 أبريل 2025
- 1614 أبريل 2025
- 1715 أبريل 2025
- 1816 أبريل 2025
- 1917 أبريل 2025
- 2018 أبريل 2025
- 2119 أبريل 2025
- 2220 أبريل 2025
- 2321 أبريل 2025
- 2422 أبريل 2025
- 2523 أبريل 2025
- 2624 أبريل 2025
- 2725 أبريل 2025
- 2826 أبريل 2025
- 2927 أبريل 2025
- 3028 أبريل 2025
- 129 أبريل 2025
- 230 أبريل 2025
- 31 مايو 2025
- 42 مايو 2025

29 شوَّال أو 29 شوَّال المُکَرَّم أو 29 شوَّال المكرَّمة أو يوم 29 \ 10 (اليوم التاسع والعشرون من الشهر العاشر) هو اليوم الخامس والتسعون بعد المائتين (295) من أيَّام السنة (أو السادس والتسعون بعد المائتين لو كان شهر شعبان مُتممًا لليوم الثلاثين أو السابع والتسعون بعد المائتين لو أتم كلاً من صفر وربيع الآخر وجمادى الآخرة وشعبان ثلاثين يوماً) وفق التقويم الهجري القمري (العربي). يبقى بعده 59 أو 60 يومًا لانتهاء السنة.

## أحداث
- 1162 هـ - تعيين سليمان أبو ليلة واليا على ولاية بغداد والبصرة.
- 1270 هـ - محمد سعيد باشا يستلم حكم مصر خلفًا لابن أخيه عباس حلمي الذي اغتيل قبل عدة أيام.
- 1320 هـ - قامت معركة الدلم في سبيل تأسيس المملكة العربية السعودية، وانتهت بانتصار ابن سعود وتثبيت الحكم السعودي في أنحاء جنوب الرياض.
- 1328 هـ - صدور صحيفة «العفاف» النسائية في القاهرة، أصدرها «سليمان أحمد مهران»، وكانت تصدر مرتين أسبوعيًّا، وكان صاحبها يعارض تعليم المرأة وخروجها من المنزل.
- 1357 هـ - أمير الكويت الشيخ أحمد الجابر الصباح يحل المجلس التشريعي بعد سته شهور من تكوينه ويدعو لانتخاب مجلس جديد بعد 6 أيام.
- 1403 هـ - فرار 30 معتقلًا من معتقل أنصار.
- 1419 هـ - قوات كوماندوس تركية تلقي القبض في كينيا على زعيم حزب العمال الكردستاني عبد الله أوجلان المطالب بالانفصال عن تركيا.
- 1428 هـ - ما يزيد عن 10 آلاف شخص يتجمهرون في اعتصامٍ سلمي في مدينة كوالالمبور عاصمة ماليزيا للمطالبة بإصلاح النظام الانتخابي في البلاد.
- 1429 هـ -
  - افتتاح جامعة الأميرة نورة بنت عبد الرحمن.
  - زلزال بلغ مقياسه 6.4 درجات يضرب ولاية بلوشستان في باكستان ويحصد 215 ضحية.
- 1434 هـ - إبراهيم أبو بكر كيتا يتولى منصب رئاسة مالي كخامس رئيس لمالي خلفا لديونكوندا تراوري.
- 1437 هـ - 300 راكبًا ينجون بعد تحطم طائرة كانت تقلهم واحتراقها في مطار دبي الدولي.

## مواليد
- 1214 هـ - ناصيف اليازجي، شاعر لبناني.
- 1306 هـ - عباس محمود العقاد، أديب ومفكر وصحفي وشاعر ونائب مصري.
- 1326 هـ - عبد الله عبد الغني خياط، إمام المسجد الحرام.
- 1328 هـ - محمد فؤاد سراج الدين، سياسي مصري.
- 1356 هـ - فاروق الباز، عالم جيولوجيا أمريكي من أصل مصري.
- 1381 هـ -
  - رانيا فهد، ممثلة أردنية.
  - عماد البرغوثي، عالم فيزياء الفضاء فلسطيني.
- 1390 هـ - منال سلامة، ممثلة مصرية.
- 1399 هـ - نسرين أحمد، ممثلة مصرية تعيش في الكويت.
- 1407 هـ - سمير نصري، لاعب كرة قدم فرنسي.

## وفيات
- 10 هـ - إبراهيم بن محمد، ابن النبي محمد بن عبد الله من زوجته مارية القبطية.
- 757 هـ - ابن جزي الكلبي، شاعر ومفسر وفقيه أندلسي.
- 979 هـ - حسن باشا بن خير الدين بربروس، والي الجزائر العثماني.
- 1205 هـ - محمد باقر الأصفهاني، رجل دين وفقيه ومرجع وأصولي شيعي إيراني.
- 1328 هـ - عبد القادر شنون، شاعر عراقي عثماني.
- 1379 هـ - فهد بورسلي، شاعر كويتي.
- 1409 هـ - روح الله الموسوي الخميني، مرجع شيعي والقائد الروحي للثورة الإسلامية الإيرانية.
- 1421 هـ - عبد الرحمن بن علي آل الشيخ مبارك، فقيه وقاضي مالكي وشاعر سعودي.
- 1427 هـ - جواد التبريزي، مرجع شيعي اثني عشري إيراني.
- 1438 هـ - سعد الصالح، ممثل سعودي.

## وصلات خارجية
- موقع قصة الإسلام: حدث في شهر شوَّال.